# Slotermeer (tuinstad)

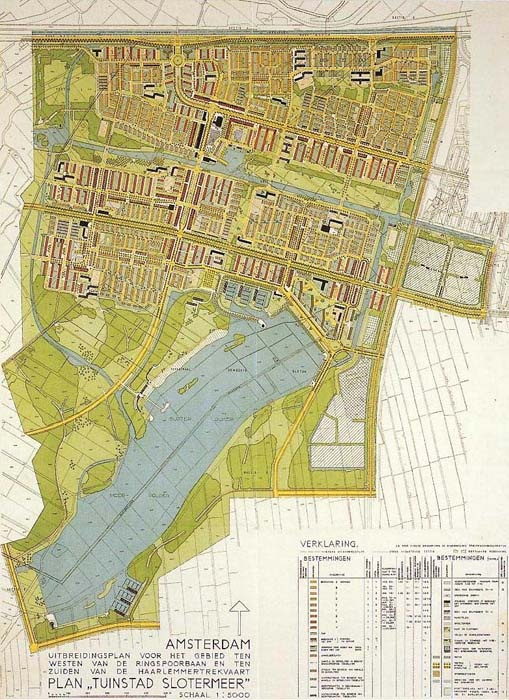
Het oorspronkelijke plan uit 1939 voor Slotermeer, Sloterplas en Sloterpark.

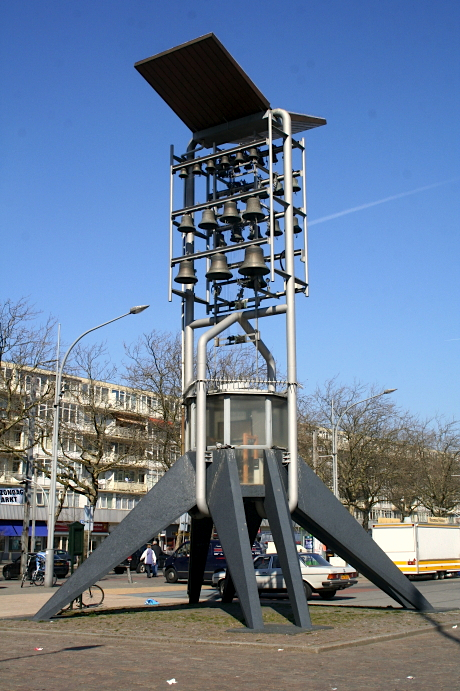
Het Vrijheidscarillon op Plein '40-'45 te Slotermeer in Amsterdam Nieuw-West.

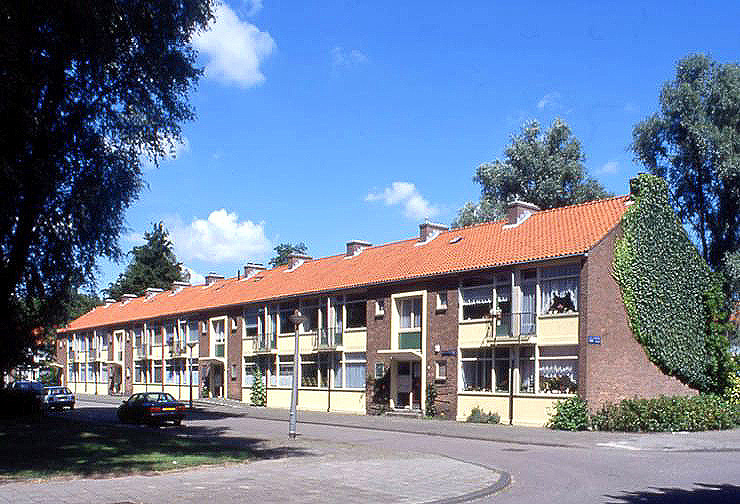
Tuinstad Slotermeer.

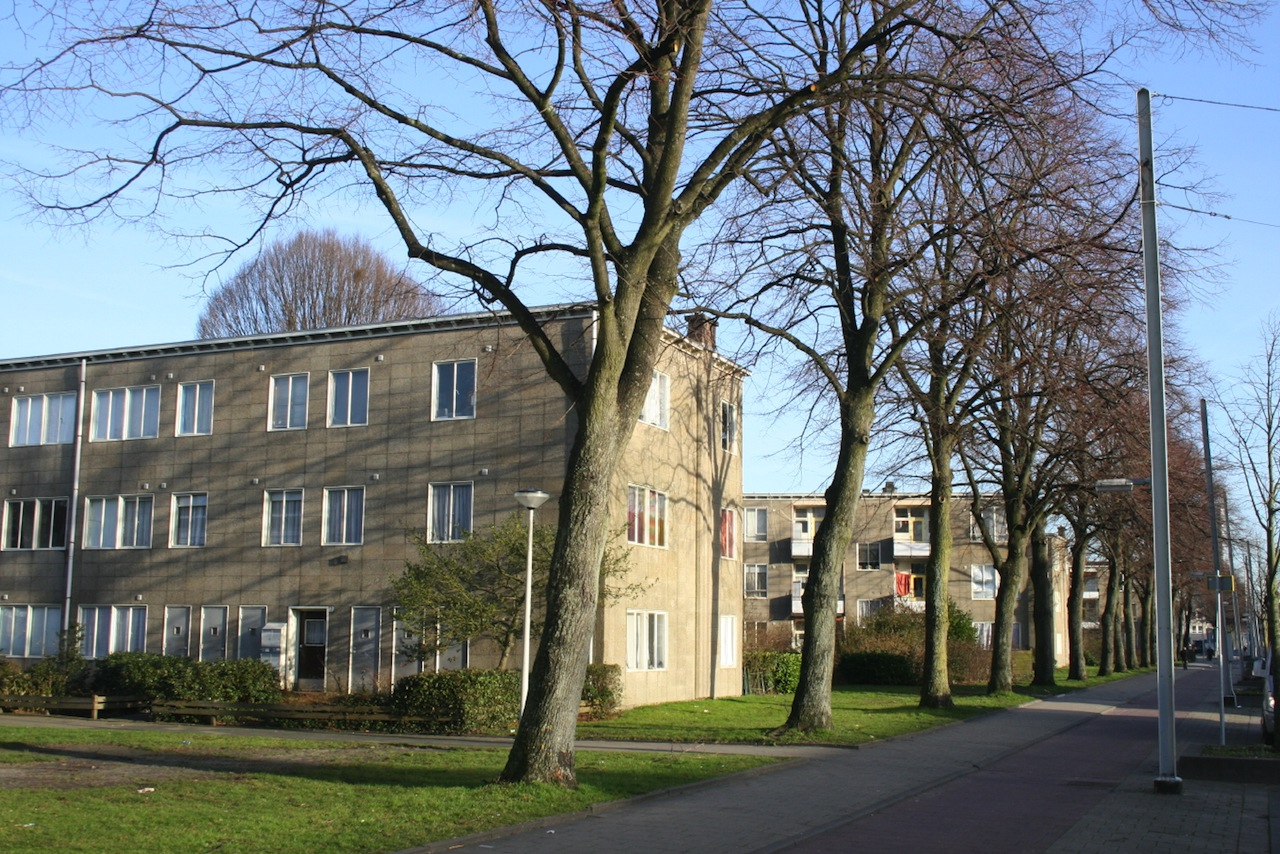
Airey-woningen aan de Burgemeester De Vlugtlaan te Slotermeer.

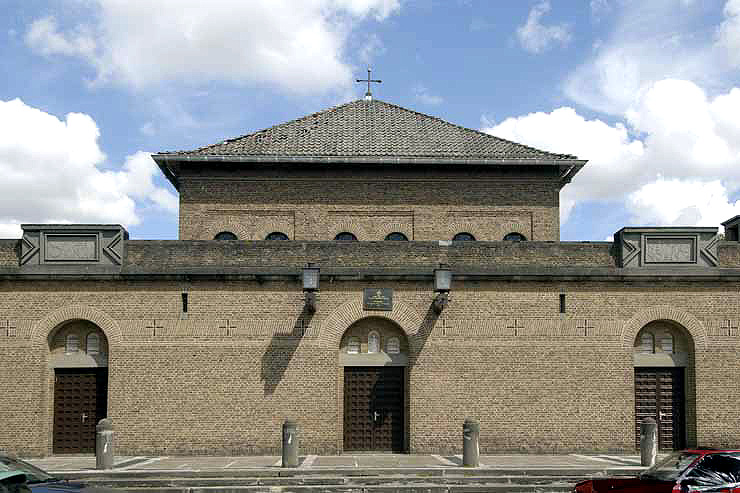
De voorheen Sint-Catharinakerk in Slotermeer.

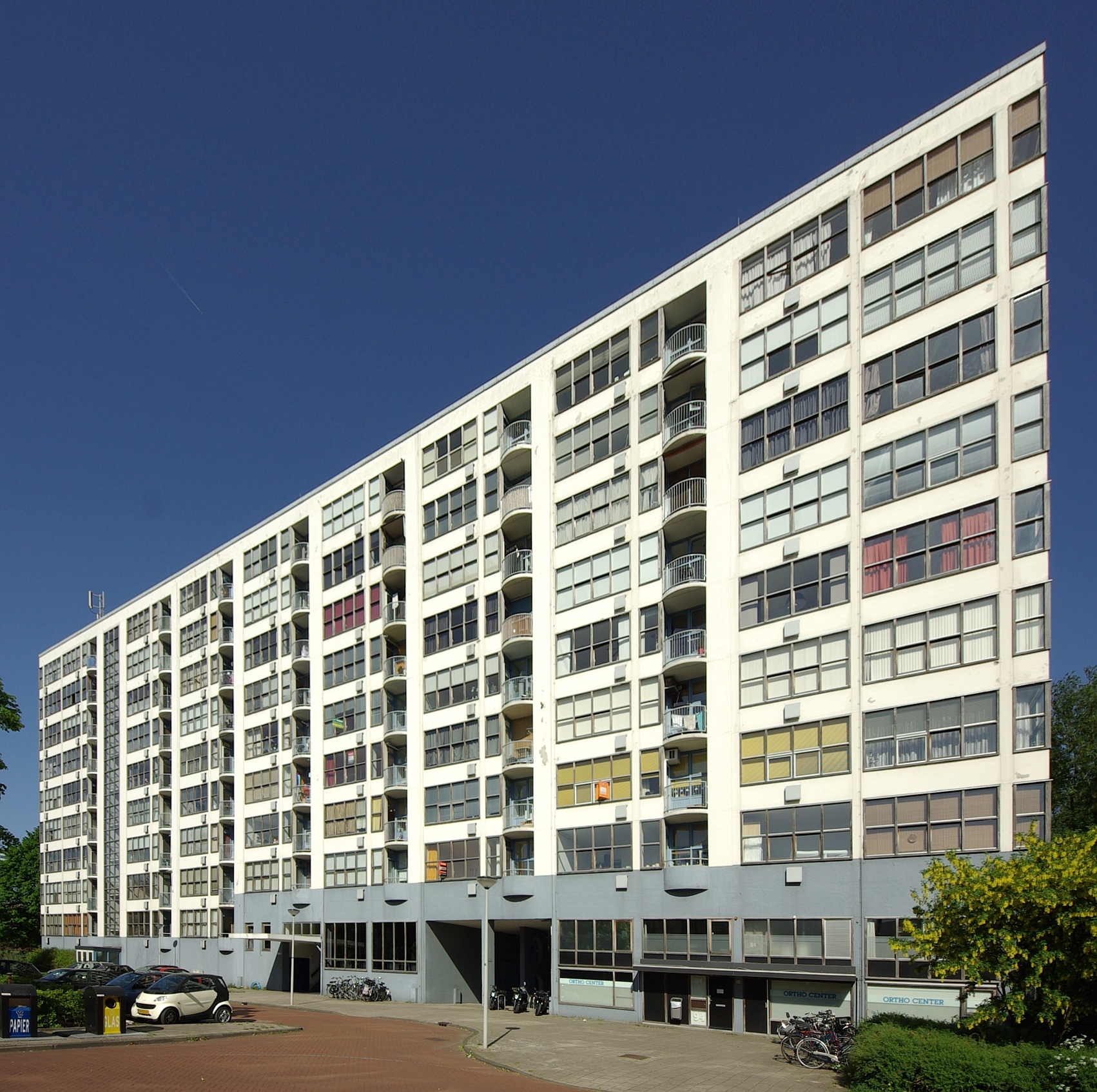
De Westereindflat in Slotermeer.

Slotermeer (Tuinstad Slotermeer) is een wijk in de Westelijke Tuinsteden in Amsterdam, in de Nederlandse provincie Noord-Holland. De naam van Slotermeer is ontleend aan het Slootermeer dat vroeger in deze omgeving lag.

## Geschiedenis
Slotermeer ligt in de Westelijke Tuinsteden in Amsterdam. Na de vaststelling van het Algemeen Uitbreidingsplan (AUP) van 1935 werd in 1939 als eerste uitwerking het plan voor de wijk Slotermeer vastgesteld. De naam is ontleend aan het vroegere Slootermeer dat in 1644 werd drooggelegd. Sindsdien lag hier de Sloterdijkermeerpolder die tussen 1948 en 1956 werd vergraven tot Sloterplas.

### Tuindorp Uitweg
In november 1927 besloot de gemeente dat de terreinen ten westen van de ringspoorbaan in beginsel zouden worden bestemd voor eengezinswoningen. Dit was een bevestiging van een eerder plan uit 1924. De woningdienst kreeg opdracht samen met Publieke werken een plan uit te werken voor bebouwing van een terrein van ca. 400 ha. In een tekening is een tuindorp Uitweggesitueerd rondom de weer te vergraven Sloterdijkermeerpolder in zijn oude vorm. Het tuindorp zou in de stijl van de rond die tijd gebouwde andere tuindorpen zoals Betondorp, Nieuwendam en Tuindorp Oostzaan worden uitgevoerd. Inmiddels waren er plannen voor een Algemeen Uitbreidingsplan van het gehele van Sloten verkregen gebied en was het niet wenselijk dat stadsuitbreiding zou ontstaan als een aaneenrijging van partiële plannen. De besprekingen tussen de woningdienst en Publieke werken liepen op niets uit en het plan verdween van tafel. Wel bleef men praten over een klein driehoekig gedeelte van 23 ha. gelegen tussen ringspoorbaan, Haarlemmerweg en de nooit gerealiseerde verbindingsboog naar de Spoorlijn Haarlem. Dit plan maakte onderdeel uit van 1500 woningen waarin ook de uitbreidingen in Noord waren opgenomen. In dit afgeslankte plan was voorzien in strokenbouw naar voorbeeld van de "Neue Sachlichkeit" van de in de jaren 20 gebouwde nieuwe wijken in Frankfurt am Main. Ook dit plan werd door onenigheid niet gerealiseerd en men besloot eerst het Algemeen Uitbreidingsplan af te wachten.

### Tuinstad
Als gevolg van de Tweede Wereldoorlog werd de bouw van Slotermeer met meer dan tien jaar vertraagd. De eerste paal werd geslagen op 1 december 1951. In het najaar van 1952 konden de eerste woningen in gebruik genomen worden. Op 7 oktober 1952 werd de eerste Amsterdamse Tuinstad buiten de Ringspoorbaan geopend door Koningin Juliana.
Een gedeelte van Slotermeer is door het Stadsdeelbestuur in 2007 aangewezen tot beschermd stadsgezicht, het 'Van Eesterenmuseum'. Desondanks werd in 2009 besloten om in Slotermeer-Noord en in Slotermeer-Zuid in het kader van stedelijke vernieuwing over te gaan tot grootschalige sloop. Anno 2014 is Slotermeer van de Westelijke Tuinsteden de nog meest in oorspronkelijke staat verkerende tuinstad, met de opzet zoals gebouwd in de jaren vijftig.

## Ligging
Slotermeer wordt aan de noordzijde begrensd door de Haarlemmerweg en aan de zuidzijde door de Sloterplas en het Sloterpark, alsmede Sportpark Ookmeer. De oostelijke begrenzing is de Ringspoorbaan, de westelijke begrenzing het Eendrachtspark en het Geuzeneiland. In het midden van de wijk ligt het Gerbrandypark.
De wijk bestaat uit een mengeling van laag-, middel-, en hoogbouw en was halverwege de jaren zestig volgebouwd. In Slotermeer zijn veel straten vernoemd naar verzetsstrijders uit de Tweede Wereldoorlog, naar Amsterdamse burgemeesters en naar Nederlandse schrijvers uit de negentiende en begin twintigste eeuw. Het Plein '40-'45 en de zuidzijde van de Burgemeester de Vlugtlaan en de westzijde van de Slotermeerlaan vormen het centrum van de wijk, met een overdekt winkelcentrum, winkels, een markt, het Vrijheidscarillon, het Tuinstadhuis, hotels, kantoren en een kleine haven.
De wijk had de eerste jaren een tramverbinding met het centrum met een halte langs de tramlijn Amsterdam - Zandvoort een halte bij de Uitweg, later de Burgemeester de Vlugtlaan. Op 1 september 1957 werd de tram vervangen door een busdienst. Op 6 augustus 1953 kreeg Slotermeer zijn eerste gemeentelijke buslijn. In september 1954 werd tramlijn 13 als eerste Amsterdamse tramlijn verlengd buiten de Ringspoordijk van het Bos en Lommerplein naar Slotermeer. De tram kreeg zijn eindpunt aan het einde van de Slotermeerlaan, bij het Sloterpark. In 1974 werd lijn 13 verlengd naar Geuzenveld en verviel het laatste stukje naar de Sloterplas. In 1989 werd lijn 13 verlegd over de nieuwe route via de Jan van Galenstraat – Burgemeester Röellstraat. De verlaten route werd overgenomen door tramlijn 14. Sinds 2004 is ook tramlijn 7 erbij gekomen. Op 22 juli 2018 verdween lijn 14 uit Slotermeer.
Bij de instelling van de stadsdelen werd de wijk in 1990 onderdeel van Geuzenveld-Slotermeer. Sinds 2010 maakt deze deel uit van het stadsdeel Nieuw-West.

## Stedelijke vernieuwing
Met de vaststelling van het Vernieuwingsplan Buurt 5 is in 2003 begonnen met de stedelijke vernieuwing van Slotermeer. Dit plan was onderdeel van de grote stedelijke vernieuwingsoperatie die door Bureau Parkstad werd opgezet voor alle Westelijke Tuinsteden.
Een van de meest markante projecten is de ingrijpende renovatie van de Grote en Kleine Verfdoos, twee kleurrijke appartementenblokken met winkels aan de Slotermeerlaan en de Lodewijk van Deysselstraat. Dit complex uit 1954, ontworpen door Allert Warners, is in 2010 gerenoveerd naar een ontwerp Van Schagen Architecten.
Een tweede renovatieproject is het schoolgebouw De Kans door architect Rowin Petersma. Deze school is een karakteristieke Amsterdamse H-school waarvan vier van de negen gebouwde scholen van dit type in Slotermeer staan. Een andere H-school, de Slootermeerschool aan de Burgemeester Fockstraat 85, is een beschermd monument en staat op de top-100 lijst van naoorlogs erfgoed voor Amsterdam.
Andere gerealiseerde projecten zijn onder andere de vernieuwing van de bebouwing aan het Confuciusplein door architect Erna van Sambeek, nieuwbouwwoningen van architect Margreet Duinker aan de Socratesstraat en de nieuwbouw van een Multifunctioneel Centrum ('De Honingraat') aan de Slotermeerlaan van architect Dick van Gameren. Bij de nieuwbouw aan de Bernard Loderstraat, ontworpen door Snitker en Borst architecten, hebben bewoners een belangrijke stem gehad bij de verkaveling en het ontwerp van de gebouwen.
Na de start van de vernieuwing van Buurt 5 volgde in 2007 ook de voorbereiding van de stedelijke vernieuwing in andere delen van de wijk. Dit gebeurde onder andere in het kader van extra investeringen die vrij gemaakt werden met de aanwijzing van de Westelijke Tuinsteden als een van de zogenaamde 40 wijken van Vogelaar.
Door de kredietcrisis en de grote financiële problemen bij een groot deel van de woningcorporaties is de stedelijke vernieuwing sinds 2011 nagenoeg stilgevallen.